# 英属中非保护国
英属中非保护国（英語：British Central Africa Protectorate, BCA）是英国于1889年宣布成立、于1891年获批准建立的保护国，其领土范围即今天的马拉维。1907年，更名为尼亞薩蘭。